# Enguerrand VII di Coucy

Stemma di Enguerrand VII di Coucy

Enguerrand VII, signore di Coucy e conte di Soissons (1339 – Bursa, febbraio 1397), è stato un condottiero francese, capitano di ventura.

## Biografia
Condusse numerose campagne in Europa e contro i Turchi. Nel 1384 collaborò al tentativo di conquista del Regno di Napoli fatto da Luigi d'Angiò. Nel corso di questo tentativo imperversò soprattutto in Toscana e conquistò, tra l'altro, Arezzo che perse definitivamente la sua indipendenza il 5 novembre di quello stesso anno. Il condottiero cedette la città ai fiorentini per 40 000 fiorini d'oro, pagabili a rate.
Dopo aver conquistato Arezzo, Enguerrand valicò l'Appennino, recando con sé la preziosa reliquia della testa di san Donato, trafugata appunto ad Arezzo, di cui san Donato è patrono. Alla sua venuta a Forlì, il Signore di quella città Sinibaldo Ordelaffi, riscattò la reliquia, che tenne con grande venerazione fino a che essa fu restituita agli aretini.
Verso il 1384 era stato nominato Grand bouteiller de France.

## Ascendenza
|                                                  |                                    |                                           | Genitori                                        |  |  | Nonni |  |  | Bisnonni                       |  |  | Trisnonni                    |  |
|                                                  |                                    |                                           |                                                 |  |  |       |  |  | Enguerrand V, signore di Coucy |  |  | Arnoldo III, conte di Guines |  |
|                                                  |                                    |                                           |                                                 |  |  |       |  |  | Enguerrand V, signore di Coucy |  |  | Arnoldo III, conte di Guines |  |
|                                                  |                                    | Alice di Coucy                            |                                                 |  |  |       |  |  | Enguerrand V, signore di Coucy |  |  |                              |  |
| Guglielmo I, signore di Coucy                    |                                    |                                           |                                                 |  |  |       |  |  | Enguerrand V, signore di Coucy |  |  |                              |  |
|                                                  |                                    | Cristina di Lindsay                       | Guglielmo di Lindsay, signore di Lamberton      |  |  |       |  |  |                                |  |  |                              |  |
|                                                  |                                    | Cristina di Lindsay                       | Guglielmo di Lindsay, signore di Lamberton      |  |  |       |  |  |                                |  |  |                              |  |
|                                                  |                                    | Cristina di Lindsay                       | Ada Balliol                                     |  |  |       |  |  |                                |  |  |                              |  |
| Enguerrand VI, signore di Coucy                  |                                    | Cristina di Lindsay                       |                                                 |  |  |       |  |  |                                |  |  |                              |  |
|                                                  |                                    | Guido IV di Châtillon, conte di Saint-Pol | Guido III di Châtillon, conte di Saint-Pol      |  |  |       |  |  |                                |  |  |                              |  |
|                                                  |                                    | Guido IV di Châtillon, conte di Saint-Pol | Guido III di Châtillon, conte di Saint-Pol      |  |  |       |  |  |                                |  |  |                              |  |
|                                                  |                                    | Guido IV di Châtillon, conte di Saint-Pol | Matilde di Brabante                             |  |  |       |  |  |                                |  |  |                              |  |
| Isabella di Châtillon                            |                                    | Guido IV di Châtillon, conte di Saint-Pol |                                                 |  |  |       |  |  |                                |  |  |                              |  |
|                                                  |                                    | Maria di Bretagna                         | Giovanni II, duca di Bretagna                   |  |  |       |  |  |                                |  |  |                              |  |
|                                                  |                                    | Maria di Bretagna                         | Giovanni II, duca di Bretagna                   |  |  |       |  |  |                                |  |  |                              |  |
|                                                  |                                    | Maria di Bretagna                         | Beatrice d'Inghilterra                          |  |  |       |  |  |                                |  |  |                              |  |
| Enguerrand VII, signore di Coucy                 |                                    | Maria di Bretagna                         |                                                 |  |  |       |  |  |                                |  |  |                              |  |
|                                                  | Alberto I d'Asburgo, re dei Romani | Rodolfo I d'Asburgo, re dei Romani        |                                                 |  |  |       |  |  |                                |  |  |                              |  |
|                                                  | Alberto I d'Asburgo, re dei Romani | Rodolfo I d'Asburgo, re dei Romani        |                                                 |  |  |       |  |  |                                |  |  |                              |  |
|                                                  | Alberto I d'Asburgo, re dei Romani | Gertrude di Hohenberg                     |                                                 |  |  |       |  |  |                                |  |  |                              |  |
| Leopoldo I d'Asburgo, duca d'Austria e di Stiria | Alberto I d'Asburgo, re dei Romani |                                           |                                                 |  |  |       |  |  |                                |  |  |                              |  |
|                                                  |                                    | Elisabetta di Tirolo-Gorizia              | Mainardo II, conte del Tirolo e duca di Gorizia |  |  |       |  |  |                                |  |  |                              |  |
|                                                  |                                    | Elisabetta di Tirolo-Gorizia              | Mainardo II, conte del Tirolo e duca di Gorizia |  |  |       |  |  |                                |  |  |                              |  |
|                                                  |                                    | Elisabetta di Tirolo-Gorizia              | Elisabetta di Baviera                           |  |  |       |  |  |                                |  |  |                              |  |
| Caterina d'Asburgo                               |                                    | Elisabetta di Tirolo-Gorizia              |                                                 |  |  |       |  |  |                                |  |  |                              |  |
|                                                  |                                    | Amedeo V, conte di Savoia                 | Tommaso I, conte di Savoia                      |  |  |       |  |  |                                |  |  |                              |  |
|                                                  |                                    | Amedeo V, conte di Savoia                 | Tommaso I, conte di Savoia                      |  |  |       |  |  |                                |  |  |                              |  |
|                                                  |                                    | Amedeo V, conte di Savoia                 | Beatrice Fieschi                                |  |  |       |  |  |                                |  |  |                              |  |
| Caterina di Savoia                               |                                    | Amedeo V, conte di Savoia                 |                                                 |  |  |       |  |  |                                |  |  |                              |  |
|                                                  |                                    | Maria di Brabante                         | Giovanni I, duca di Brabante                    |  |  |       |  |  |                                |  |  |                              |  |
|                                                  |                                    | Maria di Brabante                         | Giovanni I, duca di Brabante                    |  |  |       |  |  |                                |  |  |                              |  |
|                                                  |                                    | Maria di Brabante                         | Margherita di Fiandra                           |  |  |       |  |  |                                |  |  |                              |  |
|                                                  |                                    | Maria di Brabante                         |                                                 |  |  |       |  |  |                                |  |  |                              |  |